# Schäferbrunnen (Regis-Breitingen)

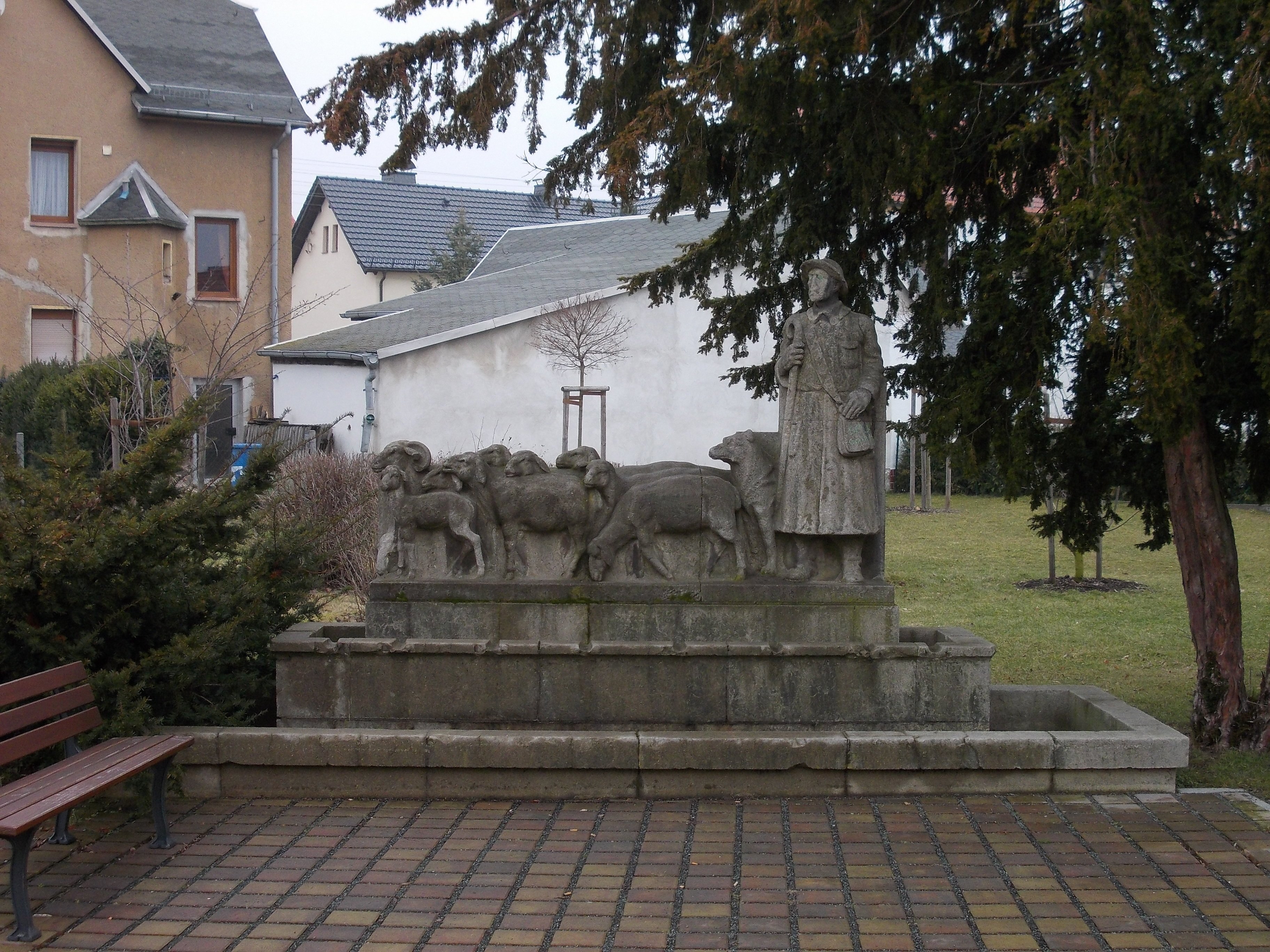
Schäferbrunnen in Regis-Breitingen

Der Schäferbrunnen in Regis-Breitingen ist ein Laufbrunnen.
Er steht auf Liste der Kulturdenkmale in Regis-Breitingen. Auch ein Straßenzug in der alten Ortslage Breitingen wird Am Schäferbrunnen genannt, wo auch eine Bushaltestelle ist. Dargestellt ist ein wachsamer und besorgter Schäfer mit seinem Hirtenstab und einer Herde von Schafen als Figurengruppe in einem umlaufenden Wasserbecken. Entstanden ist er um 1939/1940. Während der Hirte fast ganzstatuarisch dargestellt ist, bilden die plastisch herausgearbeiteten Schafe ein Relief. Eines davon ist ein Schafbock. Ihm wird ortsgeschichtliche und künstlerische Bedeutung zugeschrieben. Der auf einer kleinen Grünanlage errichtete Brunnen ist aus Muschelkalk und zu Teilen aus Kunststein gearbeitet.
Auf der Rückseite steht die Inschrift:
```
ERRICHTET IN DEN KRIEGSJAHREN/ 1939–1940/ ALSO IN DEN KAMPFJAHREN/ DIE GROSSDEUTSCHLANDS RECHT, FREIHEIT UND/ ZUKUNFT FÜR IMMER SICHER STELLEN SOLLEN.
```

Der Bildhauer, der diesen Schäferbrunnen schuf, war Friedrich Wilhelm Andreas aus Leipzig.
Die Stadt Regis-Breitingen betrachtet den Schäferbrunnen als Sehenswürdigkeit. So steht er auf der Liste der Kulturdenkmale in Regis-Breitingen.